# Komárov (Olomouc)
Komárov é uma comuna checa localizada na região de Olomouc, distrito de Olomouc.